# Ashoke Sen
Pour les articles homonymes, voir Sen.
Ashoke Sen, né le 15 juillet 1956 à Calcutta, (bengali : অশোক সেন), est un physicien théorique indien, professeur distingué au Harish-Chandra Research Institute (en).

## Distinctions
- Prix Dirac en 2014[1]
- Doctor of Literature (honoraire), 2013, récompensé par l'université de Jadavpur
- Doctor of Science (honoris causa), 2013, récompensé par IIT Bombay[2]
- M.P. Birla Memorial Award en 2013
- Padma Bhushan en 2013[3]
- Prix de physique fondamentale, 2012, pour son travail sur la théorie des cordes[4],[5]
- Doctor of Science (honoris causa), 2009, récompensé par IIT Kharagpur[6]
- Prix Infosys en mathématiques, 2009[7]
- Padma Shri en 2001
- Fellow of the Royal Society 1998[8]
- Fellow of the Indian National Science Academy (en) en 1996[9]
- Shanti Swarup Bhatnagar Prize for Science and Technology en 1994
- ICTP Prize (en) en 1989[10]